# Susch
Susch (tot 1943 officieel in het Duits Süs; Italiaans (verouderd): Susio) is een plaats en voormalige gemeente in het Zwitserse kanton Graubünden, behorend tot de gemeente Zernez. Het telde eind 2013 als afzonderlijke gemeente 211 inwoners. In 2015 hield de gemeente Susch op te bestaan en ging het samen met buurgemeente Lavin op in Zernez.
Het dorp ligt op de linkeroever van de Inn (En) aan het begin van het Val Susasca, dat het Engadin via de Flüelapas verbindt met Davos. Susch heeft een station aan de Rhätische Bahn.
- Gemeinsame Normdatei: 1064776892
- Historisch woordenboek van Zwitserland: 001523
- Virtual International Authority File: 313275921
- WorldCat: E39PBJbM4D8P4b9d83Y94dVBfq